# Естетика
Естетиката изучава начина, по който художниците си представят, създават и изпълняват произведения на изкуството; как хората използват, наслаждават се и критикуват изкуството и какво се случва в ума им, когато гледат картини, слушат музика или четат поезия и разбират какво виждат и слушат. Също така изучава как се чувстват за изкуството – защо им харесват някои произведения, а други не и как изкуството може да повлияе на настроенията, разбирането и отношението им към живота. По-общо казано, учените в областта на естетиката я определят като „критично отражение на изкуството, културата и природата“.

## Кои фактори са включени в естетическото преценяване?
Преценяването на естетически ценности често бива заместено с много други проблеми. Отзиви като отвращение показват, че сетивните възприятия са свързани с инстинктивния начин за изразяване на емоция чрез лицето и дори за предизвикане на физиологичната реакция на повръщане. Но също така отвращението може да бъде вроден и научен културен проблем – примерно в случая на Чарлз Дарвин, който е посочил, че сцената с малко супа на човешка брада е отвращаваща, въпреки че сами по себе си нито брадата, нито супата са такива. Естетическата преценка може да бъде свързана с емоции или като емоция, заложена частично във физическа реакция. Виждайки величествена гледка на пейзаж, субектът може да изрази реакция на страхопочитание, която може да бъде забелязана физически като ускорено сърцебиене или широко отворени очи. Тези подсъзнателни реакции могат да изразяват частично същността, която прави нашата преценка за пейзажа величествена.
Естетическата преценка може да бъде и културно съобразна до определена степен. Викторианците във Великобритания често са считали африканските скулптури за грозни, но само няколко десетилетия след тях, едуардската публика ги преценява като красиви. Еволюцията на красивото може да бъде свързано с желанието, вероятно дори със сексуалното желание. Тези оценки на естетическата ценност могат да бъдат свързани с оценки на икономиката, политиката или моралните ценности. Можем да съдим за моделите на „Ламборгини“, че са красиви, защото са желани като статусен символ. Можем и да ги съдим за отблъскващи, защото символизират нашето прекалено консумиране и обижда нашите политически и морални ценности.
Естетическото осъждане може често да бъде много сгъстено и безкрайно противоречиво. Също така естетическото осъждане изглежда прекалено често, поне частично, интелектуално и интерпретативно. Често ние осъждаме това, което творбата символизира или означава. Модерните естети поддържат мнението, че волята и желанието са почти скрити в естетическото изживяване. Това естетическо твърдение може да бъде видяно като основа на разума, емоцията, интелектуалното мнение, волята, желанието, културата, предпочитанията, ценностите, подсъзнателното държание, съзнателното решение, тренировката, инстинкта, социалните инструкции или някаква сложна комбинация от тези в зависимост от теорията, с която си служи човек.
Антропологията, най-вече савана хипотезите предоставени от Гордън Орианс и други предсказват, че някои позитивни естетики, които хората имат, са основани на вродено знание от творчески човешки навик. Тези техни хипотези са потвърдени чрез доказателства. Показано е, че хората предпочитат и се чувстват много по-щастливи, когато гледат дървета с разперени форми, а не когато гледат дървета с други форми или обекти, които изобщо не са дървета; също така светлите тонове на зеленото, свързани със здрави растения с добри хранителни качества, са били много по-успокояващи от други цветове, включително по-малко светли треви и портокали.

## Различните изкуства по еднакъв начин ли са красиви, отвратителни и скучни?
Третата голяма тема в изучаването на естетическите възгледи е как те се съединяват в различните форми на изкуството. Можем да наречем човек, къща, симфония, ухание красиви. Кои са характеристиките обаче, които те споделят, за да бъдат наречени по този начин? Коя възможна черта може да докаже, че двете споделят един и същи добродетели, за да се считат за красиви? Това което прави една картина красива може да бъде съвсем различна, от това какво прави музиката красива, което предполага всяка форма на изкуството да има своя система за естетически възгледи.
В същото време изглежда, че има привидно голяма липса на думи за израз на сама по себе си отвратителна творба, при оценяването ѝ в такъв аспект. Заради невъзможността за точност има голямо объркване при решението, какво трябва да бъде официално прието при интерпретациите върху творби на изкуството.
Всичките събрани признаци за красиво, във възприятието на еднакви участници в определен социален окръг, понякога са може би временна реакция изградена върху културен контекст. Има ли някакво скрито уединение за естетическо съждение и има ли начин да бъдат познати приликите на красивата къща, красивото доказателство и красивия залез? Също така е имало дълги дебати на темата, как възприемането на естествения околен свят, най-вече възприемането на човешката форма като красива, трябва да бъде пресъздадена в красотата на изкуството и продуктите му.
Не рядко може естетиката да се използва като синоним за философията на изкуството, въпреки че също нерядко се намират мислители, които настояват тези две близки полета да бъдат разграничавани. На практика ние различаваме естетиката и естетическото преценяване. Едното се отнася до сензорното приемане или одобряване на даден обект (не е задължително да е предмет на изкуството), докато другото отговаря на оценяването или критиката на обект на изкуството.

## Какво се счита за изкуство?
Как точно да се дефинира термина „изкуство“ е тема на много спорове. Издадени са много книги и статии, които участват в дебата върху основите на това, което имаме предвид под термина „изкуство“. Художници, философи, антрополози, физици и програмисти използват понятието за изкуството по свой начин и му дават различни дефиниции, които не са много подобни. Ясно е, че дори основното значение на термина „изкуство“ се е променяло през вековете и продължава да се променя през 21 век също.
Главното значение напоследък на думата „изкуство“ е приближено като съкращение от изящно изкуство. Тук се има предвид, че са използвани умения, за да се изрази креативността на художника или да засегне естетическото усещане на публиката. Често когато уменията са използвани в по-неинтелектуален или практически начин, хората ги приемат по-скоро като занаят, отколкото като изкуство. Въпреки това много мислители са защитавали практическите и неинтелктуални форми като не по-низшо изкуство от по-висшите. Също така, ако уменията са използвани за реклама или по търговски начин, те се зачитат за дизайн, вместо за изкуство, и даже могат да бъдат защитени като форми на изкуството, наречени апликации. Например някои мислители са спорили за разликата между приложните и изящните изкуства, която те намират в стойността на оценяването относно изкуството, а не в някакви ясни сетивни разлики.
Може би не е възможно никакво определение. Друго предположение е да се каже че „изкуство“ е основна социална категория, в която произведенията на училищата за изкуство и артистите могат да бъдат сложени в една категория. Това „институционално определение на изкуство“ е било защитавано от Джорж Дики.
Често се предполага, че процесът, чрез който една творба на изкуството е сътворена или погледната, я прави изкуство, а не някоя негова черта или как добре е приета от институциите за световното изкуство след като е показана в големи мащаби.